# Rechlin
Rechlin è un comune del Meclemburgo-Pomerania Anteriore, in Germania.
Appartiene al circondario della Seenplatte del Meclemburgo ed è parte della comunità amministrativa (Amt) di Röbel-Müritz.
Durante gli anni trenta sino al termine della seconda guerra mondiale, la città ospitò una base aerea militare e un famoso centro sperimentale della Luftwaffe (in lingua tedesca Erprobungsstelle Rechlin), dove l'Aeronautica Militare tedesca collaudò ed omologò svariati modelli di aerei.